# Arthur Faingnaert
Arthur L. Faingnaert (Sint-Martens-Lierde 4 januari 1883 - Amersfoort 4 januari 1971) was een Vlaams-nationalistisch activist.

## Biografie
Arthur Faingnaert was wees en werd grootgebracht bij zijn pleegouders. Hij studeerde voor kleermaker, behaalde vakdiploma's en opende in Brussel een eigen zaak die goed liep.
Onder anderen August Vermeylen en Lodewijk De Raet behoorden tot zijn klanten.
Omstreeks 1900 kwam Faingnaert in contact met de Vlaamse Beweging. Hij werd lid van het Algemeen-Nederlands Verbond en van de Distel.
Toen de Eerste Wereldoorlog begon trad hij toe tot het activisme. Faingnaert behoorde tot een groepje radicale flaminganten van de Vereeniging van Vrienden der Vlaamsche Zaak en was medeoprichter en bestuurder van de Vlaamsche Landsbond.
Op 4 februari 1917 ontstond de Raad van Vlaanderen waarin Faingnaert zitting had, ook was hij hoofd van het Centraal Vlaamsch Propagandabureau van die Raad. Faingnaert was een gematigd unionist maar ging naar het einde van de Eerste Wereldoorlog meer en meer aanleunen bij de Jong-Vlamingen.
Na de Duitse nederlaag hield hij zich schuil in België en week in maart 1919 uit naar Nederland. Dat jaar werd hij bij verstek ter dood veroordeeld. Met zijn gezin vestigde hij zich in Soest en later in Amersfoort, waar hij opnieuw kleermaker werd. 
Hij bleef de Vlaamse Beweging volgen en leverde veel bijdragen, onder het pseudoniem Geert van Geersbergen, aan Vlaams-nationalistische en Dietse bladen, zoals Opstanding, De Noorderklok en De Vlaamsche Post.
Na de Tweede Wereldoorlog had Faingnaert niet zoveel strijdlust meer. Hij gaf wel nog blijk van een uiterst rechtse politieke gezindheid en publiceerde een aantal bijdragen, onder het pseudoniem Leo Van Lierde, aan het rechtse blad Europa Post.

## Publicaties
- Wat het Vlaamsche volk moet weten aangaande het Kempische kolenbekken, 1917.
- Verraad of zelfverdediging? Bijdragen tot de geschiedenis van den strijd voor de zelfverdediging van Vlaanderen tijdens den oorlog, 1935.
- De noodlottige scheiding, in: Dietsland-Europa, 1969.